# Runzlige Perowskie
Die Runzlige Perowskie (Perovskia scrophulariifolia) ist ein Halbstrauch mit violetten oder weißen Blüten aus der Familie der Lippenblütler (Lamiaceae). Das natürliche Verbreitungsgebiet liegt in Mittel-Asien. Die Art wird manchmal als Zierstrauch verwendet. Nach R. Govaerts wird die Art besser als Salvia scrophulariifolia (Bunge) B.T.Drew in die Gattung Salvia gestellt.

## Beschreibung
Die Runzlige Perowskie ist ein bis zu 1 Meter hoher Halbstrauch mit an der Basis verholzten und behaarten Zweigen, die mit goldfarbenen Drüsen besetzt sind. Junge Triebe sind grünlich weiß, fein flaumig behaart und haben einen vierkantigen Querschnitt. Die Laubblätter sind beinahe sitzend. Die Blattspreite ist bis zu 4 Zentimeter lang, länglich-eiförmig, stumpf, ungleich stumpf gesägt bis gekerbt mit stark welligem Rand. Die Blattoberseite ist runzelig, die Nerven der Unterseite sind bei jungen Blättern schwach behaart.
Die Blüten wachsen in etwa 30 Zentimeter langen, blattlosen, kegelförmigen Rispen. Die Blütenkrone ist violett oder weiß.
Die Runzlige Perowskie blüht von August bis September.
Die Chromosomenzahl beträgt 2n = 20.

## Verbreitung und Standortansprüche
Das natürliche Verbreitungsgebiet liegt in Mittel-Asien. Die Runzlige Perowskie wächst in Steppen und Trockenwäldern auf trockenen bis frischen, schwach sauren bis stark alkalischen, sandigen, sandig-kiesigen oder sandig-lehmigen, nährstoffreichen Böden an sonnig-heißen Standorten. Die Art ist nässe- und frostempfindlich. Sie wird der Winterhärtezone 6a zugeordnet mit mittleren jährlichen Minimaltemperaturen von −23,3 bis −20,6 °C.

## Systematik
Die Runzlige Perowskie (Perovskia scrophulariifolia) ist eine Art aus der Gattung der Perowskien (Perovskia) in der Familie der Lippenblütler (Lamiaceae). Dort wird sie in der Unterfamilie Nepetoideae der Tribus Mentheae zugeordnet. Die Art wurde von Alexander von Bunge 1852 erstmals wissenschaftlich beschrieben. Der Gattungsname Perovskia erinnert an den russischen General und Gouverneur der Provinz Orenburg Wassili Alexejewitsch Perowski (1794–1857). Das Artepitheton scrophulariifolia leitet sich von Scrophularia, dem Gattungsnamen der Braunwurzen und von -folius, lateinisch für „blättrig“ ab und beschreibt damit die Form der Laubblätter, die jener der Braunwurzen ähnelt.

## Verwendung
Die Runzlige Perowskie wird manchmal wegen ihrer dekorativen und duftenden Blüten als Zierstrauch verwendet.

## Nachweise